# Liber focorum
Il liber focorum, letteralmente libro dei fuochi cioè libro dei nuclei familiari, era il registro sul quale, nelle città medievali, venivano annotati tutti i nuclei familiari residenti. Tale registrazione, una sorta di approssimativo censimento della popolazione, veniva effettuata a scopi fiscali, per l'applicazione di una particolare imposta, il cosiddetto focatico: sui registri erano annotati di solito per ogni anno, accanto al nome di ogni capo famiglia, il luogo (quartiere, contrada, parrocchia, vicinia) di residenza e l'importo della tassa dovuta.
Questi registri costituiscono una preziosa fonte di informazioni sul popolamento delle città del Basso Medioevo, un'epoca per la quale non esistono veri e propri censimenti, infatti dal numero dei fuochi, moltiplicato per un coefficiente opportunamente scelto, tra quelli elaborati dagli studiosi di demografia storica, in funzione del luogo e dell'epoca in questione, è possibile risalire a una valutazione approssimativa (ma sufficientemente precisa) della popolazione residente.